# Фауроаја (Мехединци)
Фауроаја (рум. Făuroaia) насеље је у Румунији у округу Мехединци у општини Брезница-Мотру. Oпштина се налази на надморској висини од 263 m.

## Становништво
Према подацима из 2002. године у насељу је живело 228 становника, од којих су сви румунске националности.